# Ederson (Fußballspieler, 1986)
Ederson, mit vollem Namen Ederson Honorato Campos (* 13. Januar 1986 in Parapuã, São Paulo), ist ein ehemaliger brasilianischer Fußballspieler.

## Karriere
Der offensive Mittelfeldspieler begann bei RS Futebol mit dem Fußballspielen. Seit 2003 spielte er dort in der ersten Mannschaft. Zu Beginn der Saison 2004 wechselte der Offensivspieler zu EC Juventude.
Bei Juventude stieg Ederson schnell zu einer Stütze der Mannschaft auf. Bald wurden auch Vereine aus Europa auf den Brasilianer aufmerksam. In der Winterpause der Saison 2004/05 – in Brasilien war die Saison gerade beendet – lieh OGC Nizza den Mittelfeldspieler zunächst aus. Zu Beginn der Spielzeit 2005/06 wurde Ederson dann fest verpflichtet.
Bis zum Ende der Saison 2011/12 stand Ederson bei Olympique Lyon unter Vertrag, die ihn im Juli 2008 für 15,2 Millionen Euro verpflichteten.
Nach Ablauf des Vertrags mit Olympique Lyon wechselte er im Juli 2012 zu Lazio Rom und unterschrieb einen 5-Jahres-Vertrag. Seine erste Saison mit Lazio ist von zahlreichen Verletzungen geprägt durch welche er insgesamt 5 Monate ausfiel und zu lediglich 14 Einsätzen mit einem Tor kam.
Im Sommer 2015 wechselte er zurück nach Brasilien und spielte seitdem bei Flamengo Rio de Janeiro. Im Juni 2018 beendete er seine aktive Laufbahn.

## Erfolge
Lazio
- Coppa-Italia-Sieger: 2012/13

Flamengo
- Staatsmeisterschaft von Rio de Janeiro: 2017
- Taça Guanabara: 2018